# Caribovia lineata
Caribovia lineata är en insektsart som först beskrevs av Henry Fairfield Osborn 1935.  Caribovia lineata ingår i släktet Caribovia och familjen dvärgstritar. Inga underarter finns listade i Catalogue of Life.